# 392
Năm 392 là một năm trong lịch Julius.